# Hyalinobatrachium
Hyalinobatrachium är ett släkte av groddjur. Hyalinobatrachium ingår i familjen glasgrodor.

## Dottertaxa tillHyalinobatrachium, i alfabetisk ordning[1]
- Hyalinobatrachium aureoguttatum
- Hyalinobatrachium bergeri
- Hyalinobatrachium chirripoi
- Hyalinobatrachium colymbiphyllum
- Hyalinobatrachium crurifasciatum
- Hyalinobatrachium duranti
- Hyalinobatrachium eccentricum
- Hyalinobatrachium esmeralda
- Hyalinobatrachium eurygnathum
- Hyalinobatrachium fleischmanni
- Hyalinobatrachium fragile
- Hyalinobatrachium guairarepanense
- Hyalinobatrachium iaspidiense
- Hyalinobatrachium ibama
- Hyalinobatrachium ignioculus
- Hyalinobatrachium lemur
- Hyalinobatrachium mesai
- Hyalinobatrachium mondolfii
- Hyalinobatrachium munozorum
- Hyalinobatrachium nouraguense
- Hyalinobatrachium orientale
- Hyalinobatrachium pallidum
- Hyalinobatrachium parvulum
- Hyalinobatrachium pellucidum
- Hyalinobatrachium ruedai
- Hyalinobatrachium talamancae
- Hyalinobatrachium tatayoi
- Hyalinobatrachium taylori
- Hyalinobatrachium uranoscopum
- Hyalinobatrachium valerioi
- Hyalinobatrachium vireovittatum